# Dinamarca en los Juegos Paralímpicos de Pekín 2022
Dinamarca estuvo representada en los Juegos Paralímpicos de Pekín 2022 por un deportista masculino. El equipo paralímpico danés no obtuvo ninguna medalla en estos Juegos.